# Kamieszkowo
Kamieszkowo (ros. Камешково) – miasto w Rosji, w obwodzie włodzimierskim, 41 km na północny wschód od Włodzimierza. Stolica rejonu kamieszkowskiego. W 2006 liczyło 13 852 mieszkańców.
Znajduje tu się przystanek kolejowy Kamieszkowo, położony na nowym szlaku Kolei Transsyberyjskiej.